# Chasseur d'ivoire
 (avril 2014).
Si vous disposez d'ouvrages ou d'articles de référence ou si vous connaissez des sites web de qualité traitant du thème abordé ici, merci de compléter l'article en donnant les références utiles à sa vérifiabilité et en les liant à la section « Notes et références ».
Singles de Alain Chamfort
Paradis
(1981) Bons baisers d'ici
(1983)
Chasseur d'ivoire est une chanson écrite par Serge Gainsbourg, composée et interprétée par Alain Chamfort sur son album Amour année zéro en 1981 et sortie en single en 1982.
Dernier single extrait de l'album, ce titre connaît six ans plus tard une version live qui paraîtra en 45 tours en face B du single Le plus grand chapiteau du monde.

## Reprises
En 1983, le musicien brésilien Sergio Mendes reprendra le titre dans une version anglaise, My Summer Love, pour son album éponyme. La même année, Ornella Vanoni interprétera la chanson en italien sous le titre I grandi cacciatori pour son album Uomini.
En 2017 le duo français Polo&Pan reprend le titre sur son album Caravelle.